# Dasysphinx herodes
Dasysphinx herodes är en fjärilsart som beskrevs av Druce 1883. Dasysphinx herodes ingår i släktet Dasysphinx och familjen björnspinnare. Inga underarter finns listade i Catalogue of Life.